# 傑佛遜縣 (喬治亞州)
傑佛遜縣（英語：Jefferson County）是位於美国喬治亞州東北部的一個縣。面積1,372平方公里。根据美国人口调查局2000年统计，共有人口17,266人。县治路易斯維爾。該縣成立於1796年2月20日，縣名是紀念第三任美国总统托马斯·杰斐逊。